# Niederdorf, Šentvid ob Glini
Niederdorf je naselje v Občini Šentvid ob Glini v Okraju Šentvid ob Glini na Koroškem v Avstriji.